# Final del Torneo Apertura 2009 (Colombia)
La final del Torneo Apertura 2009 de la Categoría Primera A del fútbol profesional colombiano fue una serie de partidos de fútbol que se jugaron los días 24 y 28 de junio de 2009 para definir al primer campeón del año del fútbol en Colombia. La disputaron los ganadores de los grupos en los Cuadrangulares semifinales: Junior y Once Caldas. 
El ganador del torneo fue el Once Caldas, que se consagró campeón por un marcador global de 5:2.

## Antecedentes

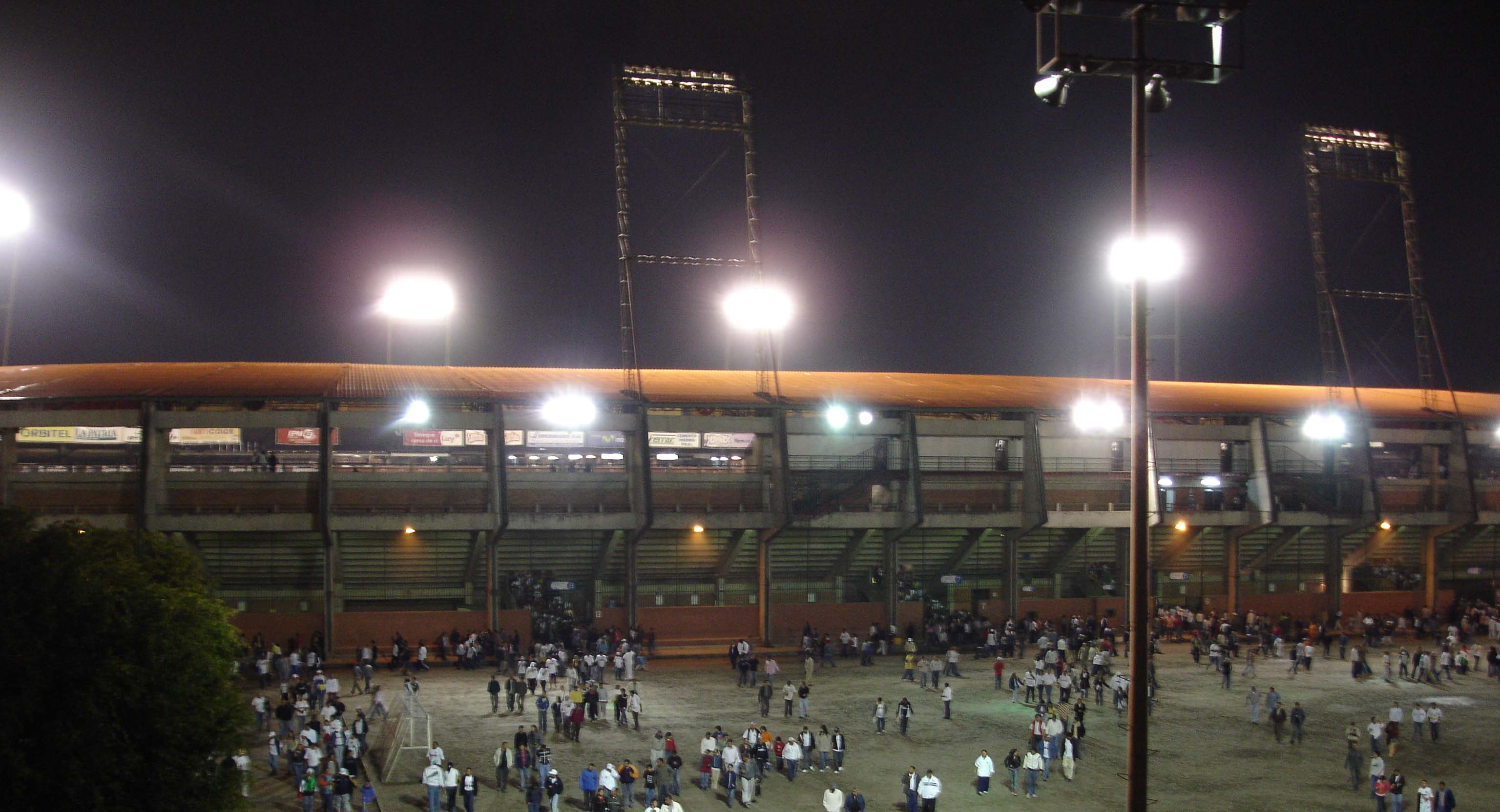
Exterior del estadio Palogrande, sede del partido de ida.

Esta fue la segunda final en torneos cortos para el Once Caldas, ya que la primera fue justamente contra el Junior en el Torneo Apertura 2003, la cual favoreció al equipo de Manizales con un gol del colombo-argentino Sergio Galván, obteniendo así su segundo título colombiano en la historia. Otra final reciente disputada por el Once Caldas fue en 1998, cuando cayó 4:0 (marcador global) con el Deportivo Cali. En ese título el entrenador del Caldas era el estratega actual del equipo y ex seleccionador nacional, Javier Álvarez.
Para el Junior de Barranquilla esta fue su tercera final desde el establecimiento de los torneos cortos en la Primera A en el año 2002. La primera de ellas fue la mencionada en el Torneo Apertura 2003, y la segunda fue en el Finalización 2004, cuando se impusieron por tiros desde el punto penal sobre el Atlético Nacional en la ciudad de Medellín, logrando así su quinto título colombiano.

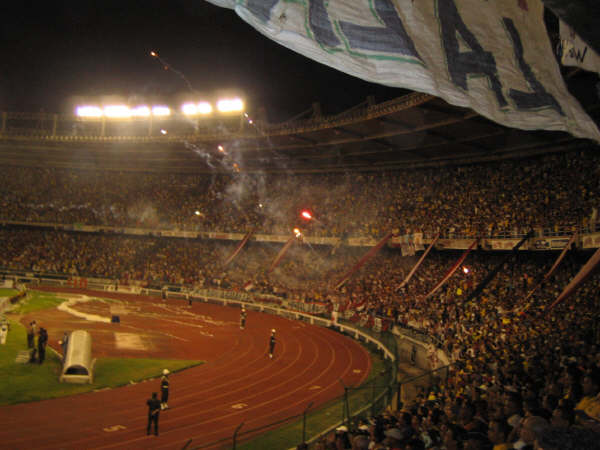
Estadio Metropolitano, sede del partido de vuelta.

## Camino a la final
En la fase de todos contra todos, el Junior clasificó segundo con 31 puntos, luego de nueve victorias en 18 partidos. Los dirigidos por el uruguayo Julio Avelino Comesaña marcaron la mayor cantidad de goles en esa fase con un total de 30. Entre tanto, el Once Caldas avanzó a la semifinal al ocupar el octavo y último lugar clasificatorio con 28 unidades.
En la fase semifinal, Once Caldas se ubicó en el Grupo A junto a La Equidad, Deportes Tolima y Boyacá Chicó. Sólo hasta la última fecha, el Caldas obtuvo su clasificación a la final, luego de ir perdiendo 2:1 con Chicó en Tunja, los Blancos remontaron el partido con dos goles del peruano Johan Fano.
Por su parte, Junior quedó en un grupo muy parejo, el B, junto a Deportivo Cali, Cúcuta Deportivo y Envigado FC. El jugador más importante en el camino a la instancia definitiva para el equipo barranquillero fue el delantero Teófilo Gutiérrez, ya que marcó siete goles en tres partidos (tres contra Cúcuta, tres contra Envigado y uno contra Cali en el empate de la última fecha 2:2), consolidándose como goleador del campeonato con 15 tantos.

## Estadísticas previas
Total de partidos jugados en el 2009 por ambos equipos:
| Equipo      | Pts | PJ | G  | E | P | GF | GC | GFV | GCV | Dif |
| ----------- | --- | -- | -- | - | - | -- | -- | --- | --- | --- |
| Junior      | 40  | 24 | 11 | 7 | 6 | 41 | 24 | 12  | 15  | 17  |
| Once Caldas | 38  | 24 | 10 | 8 | 6 | 34 | 24 | 13  | 14  | 10  |

- Leyenda:  Pts=Puntos; PJ=Partidos jugados; G=Partidos ganados; E=Partidos empatados; P=Partidos perdidos; GF=Goles a favor; GC=Goles en contra; GFV=Goles a favor como visitante; GCV=Goles en contra como visitante; DIF=Diferencia de gol

## Llave
| Bandera del Departamento del Atlántico | vs. |                   |
| -------------------------------------- | --- | ----------------- |
| Junior 1 2                             | vs. | Once Caldas 2 3 5 |

## Partido de ida
- Reporte oficial del partido.[11]

| 30 | POR | Héctor Landazuri |     |
| 4  | DEF | Nondier Romero   |     |
| 15 | DEF | Carlos Díaz      |     |
| 3  | DEF | Alexis Henríquez |     |
| 16 | DEF | Luis Núñez       |     |
| 23 | MED | Nilson Cortés    |     |
| 5  | MED | Jorge Casanova   |     |
| 8  | MED | Jhon Viáfara     |     |
| 21 | MED | Dayron Pérez     | 68' |
| 17 | DEL | Johan Fano       |     |
| 9  | DEL | Ariel Carreño    | 83' |
| DT | DT  | Javier Álvarez   |     |

| 1  | POR | Adrián Berbia         |       |
| 23 | DEF | Jaider Romero         |       |
| 19 | DEF | Camilo Ceballos       |       |
| 5  | DEF | John Valencia         |       |
| 2  | DEF | Roberto Carlos Cortés |       |
| 4  | MED | Dúmar Rueda           |       |
| 6  | MED | Jaime Córdoba         |       |
| 25 | MED | Javier Flórez         |       |
| 91 | MED | Ricardo Ciciliano     | 81'   |
| 10 | MED | Giovanni Hernández    | 90+1' |
| 29 | DEL | Teófilo Gutiérrez     |       |
| DT | DT  | Julio Comesaña        |       |

| 27 | MED | Henry Rojas     | 68' |
| 11 | DEL | Alex Sinisterra | 83' |

| 7  | DEL | Carlos Bacca    | 81'   |
| 17 | DEF | Braynner García | 90+1' |

|  | 26' | Nondier Romero | 1:0 |
|  | 73' | Johan Fano     | 2:0 |

|  | 78' | Giovanni Hernández | 2:1 |

|  | 24' | Viáfara |
|  | 65' | Núñez   |

|  | 77'   | Valencia  |
|  | 78'   | Gutiérrez |
|  | 87'   | Berbia    |
|  | 90+2' | Romero    |

| Árbitro             | Imer Machado      |
| Árbitros asistentes | Eduardo Díaz      |
| Árbitros asistentes | Wilmar Navarro    |
| Cuarto árbitro      | Hernando Buitrago |
| Observador árbitros | Jorge Arango      |

| 30 | POR | Héctor Landazuri |     |
| 4  | DEF | Nondier Romero   |     |
| 15 | DEF | Carlos Díaz      |     |
| 3  | DEF | Alexis Henríquez |     |
| 16 | DEF | Luis Núñez       |     |
| 23 | MED | Nilson Cortés    |     |
| 5  | MED | Jorge Casanova   |     |
| 8  | MED | Jhon Viáfara     |     |
| 21 | MED | Dayron Pérez     | 68' |
| 17 | DEL | Johan Fano       |     |
| 9  | DEL | Ariel Carreño    | 83' |
| DT | DT  | Javier Álvarez   |     |

| 1  | POR | Adrián Berbia         |       |
| 23 | DEF | Jaider Romero         |       |
| 19 | DEF | Camilo Ceballos       |       |
| 5  | DEF | John Valencia         |       |
| 2  | DEF | Roberto Carlos Cortés |       |
| 4  | MED | Dúmar Rueda           |       |
| 6  | MED | Jaime Córdoba         |       |
| 25 | MED | Javier Flórez         |       |
| 91 | MED | Ricardo Ciciliano     | 81'   |
| 10 | MED | Giovanni Hernández    | 90+1' |
| 29 | DEL | Teófilo Gutiérrez     |       |
| DT | DT  | Julio Comesaña        |       |

| 27 | MED | Henry Rojas     | 68' |
| 11 | DEL | Alex Sinisterra | 83' |

| 7  | DEL | Carlos Bacca    | 81'   |
| 17 | DEF | Braynner García | 90+1' |

|  | 26' | Nondier Romero | 1:0 |
|  | 73' | Johan Fano     | 2:0 |

|  | 78' | Giovanni Hernández | 2:1 |

|  | 24' | Viáfara |
|  | 65' | Núñez   |

|  | 77'   | Valencia  |
|  | 78'   | Gutiérrez |
|  | 87'   | Berbia    |
|  | 90+2' | Romero    |

| Árbitro             | Imer Machado      |
| Árbitros asistentes | Eduardo Díaz      |
| Árbitros asistentes | Wilmar Navarro    |
| Cuarto árbitro      | Hernando Buitrago |
| Observador árbitros | Jorge Arango      |

## Partido de vuelta
Las principales bajas del equipo visitante fueron el peruano Johan Fano y el uruguayo Jorge Casanova, ya que estaban suspendidos. En cambio, el local no tuvo bajas, aunque cambió su esquema táctico.
- Reporte oficial del partido.[14]

| 1  | POR | Adrián Berbia         |     |
| 14 | DEF | Hayder Palacio        |     |
| 5  | DEF | John Valencia         |     |
| 19 | DEF | Camilo Ceballos       | 15' |
| 2  | DEF | Roberto Carlos Cortés |     |
| 25 | MED | Javier Flórez         | 46' |
| 18 | MED | Alexander Jaramillo   |     |
| 27 | MED | Luis Carlos Ruiz      |     |
| 10 | MED | Giovanni Hernández    |     |
| 29 | DEL | Teófilo Gutiérrez     |     |
| 20 | DEL | Emerson Acuña         | 63' |
| DT | DT  | Julio Comesaña        |     |

| 30 | POR | Héctor Landazuri |     |  |
| 4  | DEF | Nondier Romero   |     |  |
| 15 | DEF | Carlos Díaz      |     |  |
| 3  | DEF | Alexis Henríquez |     |  |
| 16 | DEF | Luis Nuñez       |     |  |
| 23 | MED | Nilson Cortés    |     |  |
| 14 | MED | Nicolás Torres   |     |  |
| 27 | MED | Henry Rojas      | 77' |  |
| 21 | MED | Dayron Pérez     |     |  |
| 11 | DEL | Alex Sinisterra  | 71' |  |
| 9  | DEL | Ariel Carreño    | 87' |  |
| DT | DT  | Javier Álvarez   |     |  |

| 3  | DEF | Roller Cambindo   | 16' |
| 91 | MED | Ricardo Ciciliano | 46' |
| 7  | DEL | Carlos Bacca      | 63' |

| 18 | DEL | Wilson Mena     | 71' |
| 24 | DEF | Ervin Maturana  | 77' |
| 18 | DEF | Andrés Mosquera | 87' |

|  | 29' | Hayder Palacio | 1:1 |

|  | 17' | Alexis Henríquez | 0:1 |
|  | 42' | Alex Sinisterra  | 1:2 |
|  | 72' | Dayron Pérez     | 1:3 |

|  | 30' | Palacio   |
|  | 78' | Valencia  |
|  | 82' | Gutiérrez |
|  | 83' | Ciciliano |

|  | 11' | Cortés  |
|  | 12' | Carreño |

| Árbitro             | Óscar Ruiz       |
| Árbitros asistentes | Wilson Berrío    |
| Árbitros asistentes | Mauricio Camargo |
| Cuarto árbitro      | Wilmar Roldán    |
| Observador árbitros | Pablo Montoya    |

| 1  | POR | Adrián Berbia         |     |
| 14 | DEF | Hayder Palacio        |     |
| 5  | DEF | John Valencia         |     |
| 19 | DEF | Camilo Ceballos       | 15' |
| 2  | DEF | Roberto Carlos Cortés |     |
| 25 | MED | Javier Flórez         | 46' |
| 18 | MED | Alexander Jaramillo   |     |
| 27 | MED | Luis Carlos Ruiz      |     |
| 10 | MED | Giovanni Hernández    |     |
| 29 | DEL | Teófilo Gutiérrez     |     |
| 20 | DEL | Emerson Acuña         | 63' |
| DT | DT  | Julio Comesaña        |     |

| 30 | POR | Héctor Landazuri |     |  |
| 4  | DEF | Nondier Romero   |     |  |
| 15 | DEF | Carlos Díaz      |     |  |
| 3  | DEF | Alexis Henríquez |     |  |
| 16 | DEF | Luis Nuñez       |     |  |
| 23 | MED | Nilson Cortés    |     |  |
| 14 | MED | Nicolás Torres   |     |  |
| 27 | MED | Henry Rojas      | 77' |  |
| 21 | MED | Dayron Pérez     |     |  |
| 11 | DEL | Alex Sinisterra  | 71' |  |
| 9  | DEL | Ariel Carreño    | 87' |  |
| DT | DT  | Javier Álvarez   |     |  |

| 3  | DEF | Roller Cambindo   | 16' |
| 91 | MED | Ricardo Ciciliano | 46' |
| 7  | DEL | Carlos Bacca      | 63' |

| 18 | DEL | Wilson Mena     | 71' |
| 24 | DEF | Ervin Maturana  | 77' |
| 18 | DEF | Andrés Mosquera | 87' |

|  | 29' | Hayder Palacio | 1:1 |

|  | 17' | Alexis Henríquez | 0:1 |
|  | 42' | Alex Sinisterra  | 1:2 |
|  | 72' | Dayron Pérez     | 1:3 |

|  | 30' | Palacio   |
|  | 78' | Valencia  |
|  | 82' | Gutiérrez |
|  | 83' | Ciciliano |

|  | 11' | Cortés  |
|  | 12' | Carreño |

| Árbitro             | Óscar Ruiz       |
| Árbitros asistentes | Wilson Berrío    |
| Árbitros asistentes | Mauricio Camargo |
| Cuarto árbitro      | Wilmar Roldán    |
| Observador árbitros | Pablo Montoya    |

| Campeón Once Caldas Tercer título |

## Reacciones
Días después de que el Once Caldas consiguiera su tercer título, el jugador Javier Flórez del Junior de Barranquilla asesinó a un hincha de su equipo por efectos del alcohol. El jugador posteriormente siguió entrenando con el Junior luego que la justicia colombiana le otorgara libertad condicional.